# The Civil Wars
The Civil Wars foi um duo musical americano composto pelos cantores e compositores Joy Williams e John Paul White. Depois de lançar um álbum ao vivo e um EP com quatro músicas, o seu álbum Barton Hollow  foi lançado em 2011. A banda ganhou 4 prêmios no Grammy Awards ao longo de sua atividade. Eles lançaram seu segundo álbum, The Civil Wars, em 2013. Em 2014, houve o rompimento da dupla.